# ویاچسلاو کاتیوناچکین
ویاچسلاو میخائیلویچ کاتیوناچکین (روسی: Вячесла́в Миха́йлович Котёночкин؛ ‏ ۲۰ ژوئن ۱۹۲۷ – ۲۰ نوامبر ۲۰۰۰) هنرمند طنزپرداز، اَنیماتور و کارگردان فیلم اهل روسیه بود. وی بین سال‌های ۱۹۴۷ تا ۲۰۰۰ میلادی فعالیت می‌کرد.
او یکی از برندگان جایزه دولتی اتحاد شوروی، هنرمند مردمی جمهوری شوروی فدراتیو سوسیالیستی روسیه و همچنین نشان دوستی بود.
از فیلم‌ها یا مجموعه‌های تلویزیونی که وی در آن‌ها نقش داشته است، می‌توان به خرگوش بلا و گرگ ناقلا اشاره نمود.